# أولاد رحمون (إقليم الجديدة)
أولاد رحمون هي قرية مغربية غرب المملكة. تنتمي أولاد رحمون لإقليم الجديدة الساحلي جنوبي الدار البيضاء. تضم هذه القرية 20.239 نسمة (إحصاء 2004).